# Variable Frequency Oscillator
Variable Frequency Oscillator (VFO) (ang. Variable Frequency Oscillator) - nazwa generatora o regulowanej częstotliwości, wykorzystywanego w technice radiowej.
Generator ten można zrealizować zarówno w technice analogowej, jak i cyfrowej.
Analogowy VFO przestraja się zwykle za pomocą kondensatora zmiennego lub poprzez zmianę pojemności diody pojemnościowej, rzadziej poprzez zmianę indukcyjności cewki obwodu rezonansowego.
Cyfrowy VFO może być zbudowany np. w oparciu o pętlę synchronizacji fazy (PLL) lub bezpośrednią syntezę cyfrową (DDS).